# Sebastià Brosa i González
Sebastià Brosa i González   (Badalona, 1979) és un escenògraf català.
Va estudiar interiorisme a EINA Centre Universitari de Disseny i Art de Barcelona i escenografia a l'Institut del Teatre. D'ençà el tercer curs comença a treballar freqüentment al Teatre Lliure, al Teatre Romea, al Teatre Nacional de Catalunya i a La Villarroel.
Ha guanyat en tres ocasions el Premi Butaca a la millor escenografia: el 2007, amb Bibiana Puigdefàbregas, per l'obra European House. Pròleg d'un Hamlet sense paraules, l'any 2012, conjuntament amb Oriol Broggi, per l'obra Incendis, i finalment el 2016 per Dansa d'agost de Ferran Utzet.
Va ser professor del Taller de Escenografía al Centre de Formación de la Cooperación Española (CFE) a Cartagena de Indians (Colòmbia). Ha estat tutor de projectes i TFG a l'Institut del Teatre de Barcelona.
Actualment dirigeix el Màster en disseny en escenografia per a cinema, teatre i televisió d'ELISAVA (UVIC), juntament amb Mireia Cusó.